# ظيانة
ظًّيَّانة (الاسم العلمي Clematis hirsuta) شجرة أو شجيرة معترشة معمرة من فصيلة الحوذانية،
ترتفع متسلقة على جذوع الأشجار وأفنانها بطول 10-20 م منابتها الأتربة الرطبة بين الأجمات في
الأسناد ورؤوس التلال، على علو 1500-2000 م.

## الوصف
تقوم الظيانة كالعنب على ساق خشبي مرن، لونه أبيض مغبر، به عدد من النتوءات، يكسوه قشور 
ليفية ملتصقة به أو متدلية منه، ويتعلق على الشجر بواسطة أعناق الشجر، وقد يتعلق بواسطة الأغصان.
وتظهر الأوراق على أعناق طويلة تقوم مقام المعاليق في المتسلقات الأخرى.
أطرافها مسننة ثلاثية الفصوص، أو رمحية الشكل، تظهر في الشتاء وتدوم خضرتها إلى 
نهاية فصل الربيع، ثم تيبس في الصيف، فترى الشجرة كأنها يابسة لا حياة فيها،
الأزهار بيضاء مصفره تشبه زهر العبال (الورد الجبلي) تظهر على رؤوس الأغصان،
في براعم بيضاء، ثم تتفتح إلى أربع كأسيات تحيط بعدد كبير من مآبر اللقاح،
ولحا رائحة عطرية فواحة، تزهر أواخر الشتاء، ويستمر إزهارها إلى منتصف 
الربيع، وهي تزهر بكثافة ملحوظة، فإذا أزهرت غلب زهرها على أوراقها،
وتميزت عن سائر الشجر، والنحل يجرسها، ولكن ليس لها عسل مشتهر معروف،
ويعقبها ثمار أو بذور برية، في أطرافها زوائد طويلة مكسوة بشعيرات بيضاء
ناعمة كثيفة، تذروها الرياح إلى أماكن بعيدة.